# Raión de Lutsk
Raión de Lutsk (en ucraniano: Луцький район) es un raión o distrito de Ucrania en el óblast de Volinia. La capital es la ciudad de Lutsk.
Comprende una superficie de 5281,4 km².
Los límites del raión fueron definidos en 2020 mediante la fusión del hasta entonces raión de Lutsk con la hasta entonces ciudad de importancia regional de Lutsk y los hasta entonces vecinos raiones de Horójiv, Kívertsi y Rózhyshche, a los que se añadió una parte del raión de Manévychi.

## Subdivisiones
Desde la reforma territorial de 2020 comprende quince municipios:
- 5 ciudades: Berestechko, Horójiv, Kívertsi, Lutsk (la capital) y Rózhyshche.
- 5 asentamientos de tipo urbano: Kolky, Mariánivka, Olyka, Torchyn y Tsuman.
- 5 municipios rurales: Boratyn, Horodyshche, Dorosyní, Kopachivka y Pidhaitsi.

## Demografía
Según estimación 2010 contaba con una población total de 60 606 habitantes en sus límites antiguos.

## Otros datos
El código KOATUU fue 722800000. El código postal 45601 y el prefijo telefónico +380 3322.